# Randy's Donuts
A Randy's Donuts é uma padaria e um edifício histórico em Inglewood, Califórnia, próximo ao Aeroporto Internacional de Los Angeles. Foi construído em um estilo que remonta a um período do início do século XX que viu uma proliferação de arquitetura programática em todo o sul da Califórnia. Esse estilo teve seu apogeu de meados da década de 1920 a meados da década de 1930. No entanto, na década de 1950, a tendência de projetar estruturas no formato do produto vendido mudou e passou a se concentrar em letreiros em vez da arquitetura em si. O Randy's é representado por um donut gigante no telhado de um drive-in comum que é uma padaria dedicada a donuts. O edifício foi projetado por Henry J. Goodwin.
As placas de donuts colossais no topo das lojas da Randy's variam em tamanho. A maioria dos locais usa uma versão de 9,91 m (32 pés e 6 pol.) de diâmetro que fica no topo do edifício e está voltada para um cruzamento. Em Roadside Giant, de Brian e Sarah Butko, os Weintraubs subiram no topo da rosquinha com uma fita métrica e confirmaram as medidas para os autores. O local de Bellflower, no entanto, apresenta uma versão menor do donut no topo de um poste em frente ao prédio. Ele pode ter 7,0 m (23 pés) de diâmetro, como é amplamente divulgado.
O drive-in 24 horas fica na 805 West Manchester Boulevard e cruza com a La Cienega Boulevard. Ele fica próximo à rampa de saída do Manchester Boulevard da San Diego Freeway (I-405).

## História
No final da década de 1940, o vendedor de máquinas de donuts Russell Wendell fundou uma cadeia de lojas de donuts drive-in chamada Big Donut. O primeiro estabelecimento foi inaugurado em 1951 em Westmont. O segundo local, que agora é um Randy's Donuts, foi inaugurado em 1952. Projetado pelo arquiteto Henry Goodwin e pelo engenheiro estrutural Richard Bradshaw, o donut no telhado foi construído com barras de aço laminadas cobertas com gunite.
Em 1976, depois de mudar o foco para sua rede Pup 'N' Taco (comprada pela Taco Bell em 1984), Wendell vendeu a Big Donut Inglewood para Robert Eskow, que a rebatizou de "Randy's Donuts" em homenagem a seu filho. Em 1978, Eskow vendeu a loja para Ron e Larry Weintraub, que decidiram manter o nome da empresa.
Em 2015, a Randy's Donuts foi comprada pelo advogado e empresário Mark Kelegian. Desde então, a marca adicionou franquias no sul da Califórnia, na Coreia do Sul, na Arábia Saudita, em Las Vegas e nas Filipinas.
A Randy's Donuts abriu uma unidade no Aeroporto Internacional de Los Angeles em 2023.

## Galeria

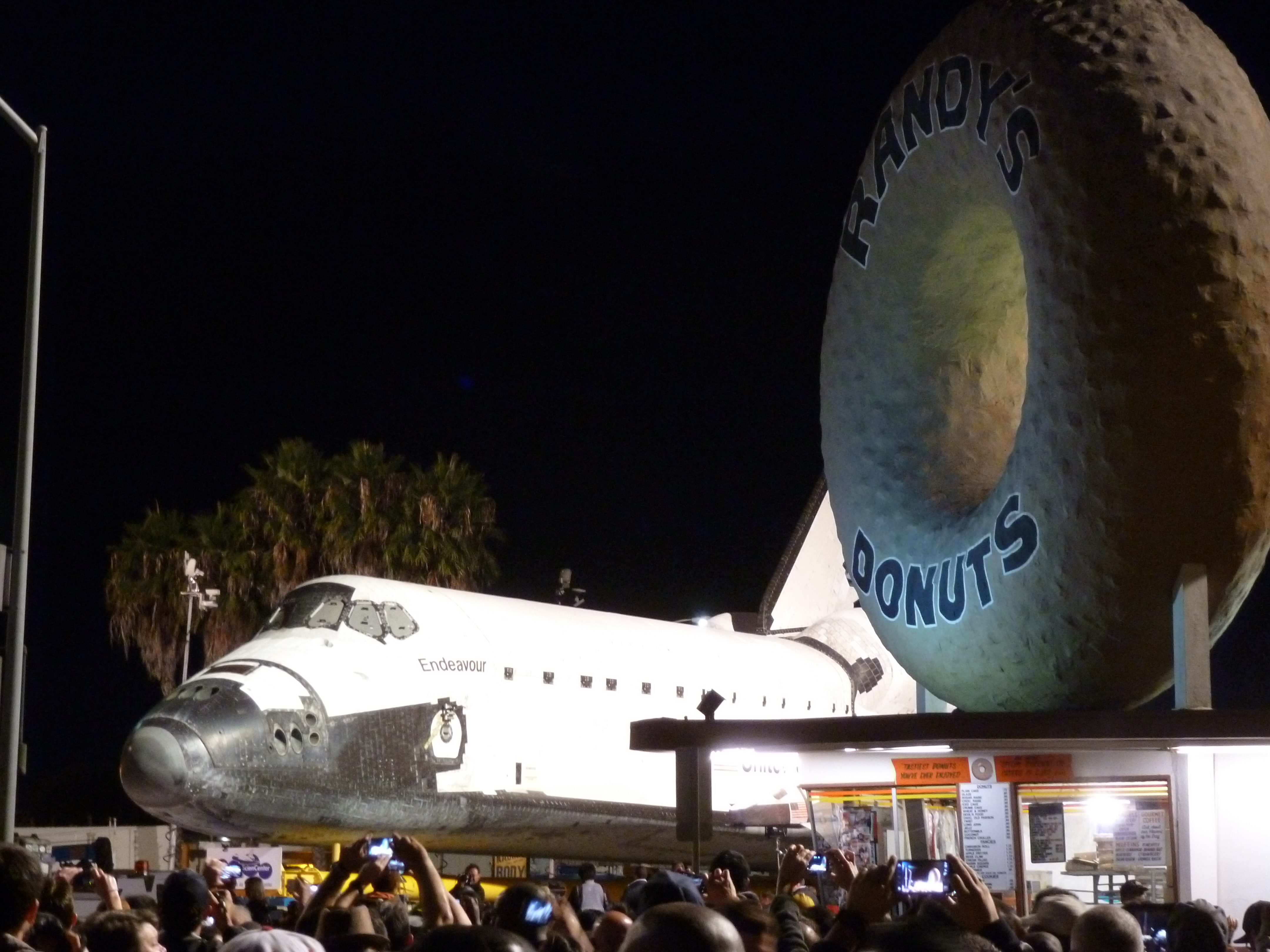
A placa da Randy's Donuts ao lado do Ônibus Espacial Endeavour enquanto ele é transportado pelas ruas de Los Angeles na sexta-feira, 12 de outubro de 2012.
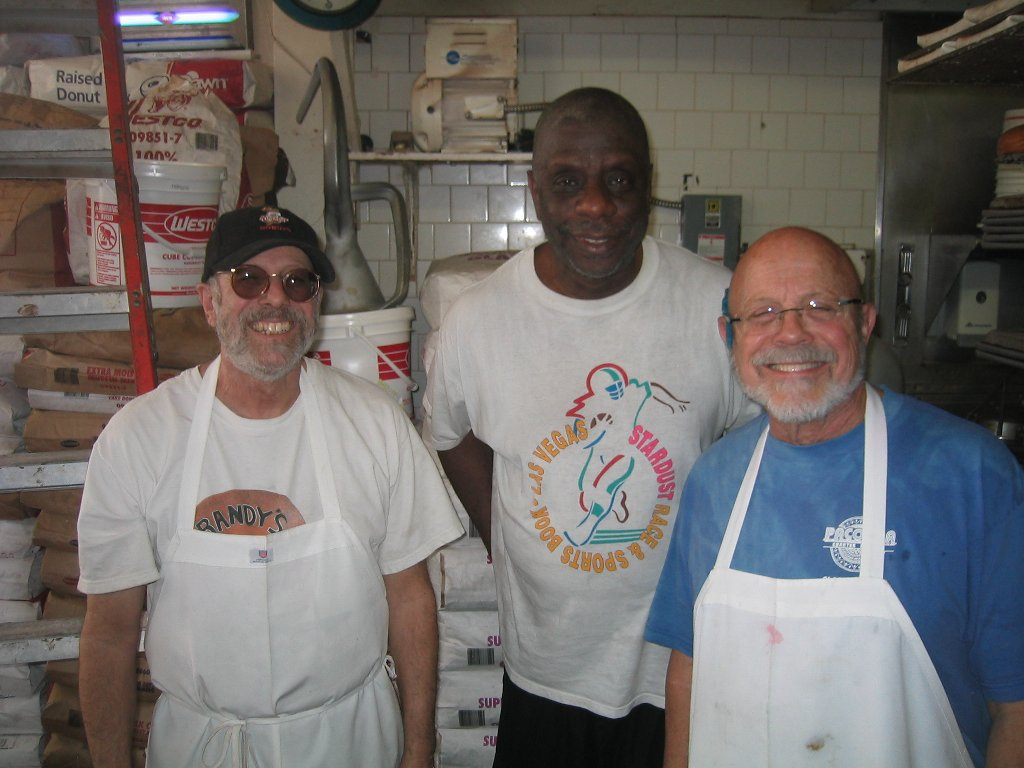
O ator e comediante Jimmie Walker com os irmãos Ron e Larry Weintraub, 2013
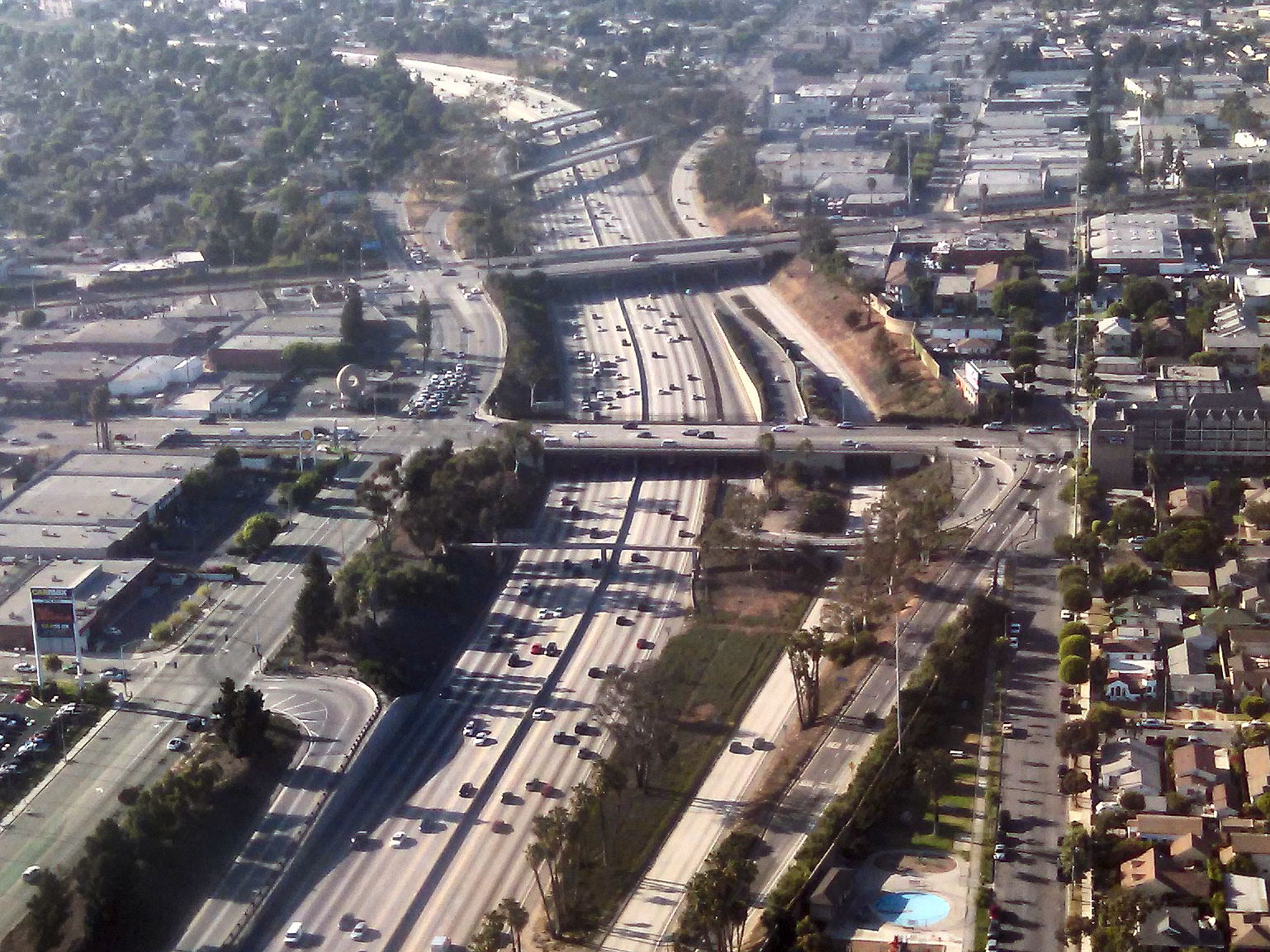
O Randy's Donuts pode ser visto dos aviões que aterrissam no Aeroporto Internacional de Los Angeles (centro à esquerda, perto dos carros que esperam no Manchester Boulevard).
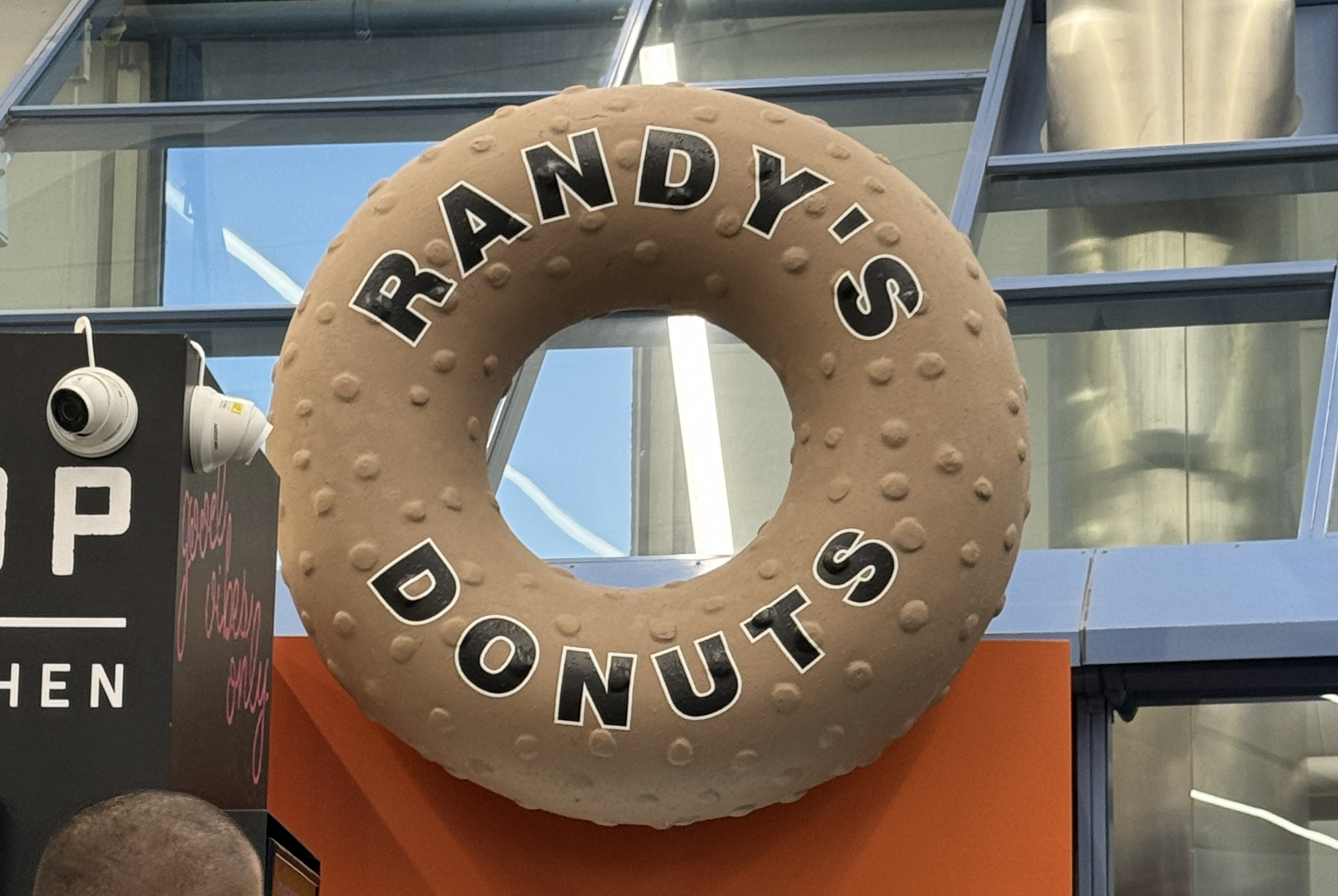
Uma versão em miniatura do letreiro da Randy's Donuts em seu local no Aeroporto Internacional de Los Angeles.